# Lisiate Fa'aoso

a Compétitions nationales et continentales officielles uniquement.

b Matchs officiels uniquement.
Dernière mise à jour le 18 août 2020.
Lisiate Fa'aoso, né le 18 mars 1983 à Kolonga, est un joueur international tongien de rugby à XV évoluant au poste de deuxième ligne (1,98 m pour 113 kg).

## Biographie
Il fait son premier match international avec l'équipe des Tonga le 29 mai 2004 contre l'équipe des Samoa.
En 2015, il devait signer un contrat avec le Racing 92, mais comme sa visite médicale le déclare inapte à la pratique du rugby, le club ne l'engage finalement pas.
Durant l'été 2016, il s'engage finalement avec l'Union sportive Fumel Libos, club amateur du Lot et Garonne évoluant en Fédérale 3.

## Statistiques en équipe nationale
- 16 sélections
- 5 points (1 essai)
- sélections par année : 2 en 2004, 4 en 2005, 2 en 2007, 1 en 2009, 3 en 2011 et 4 en 2014

## Palmarès
- AS Layrac
  - Vainqueur du Championnat de France de Fédérale 2 en 2023